# Sidu (köpinghuvudort i Kina, Jiangxi Sheng, lat 29,15, long 114,59)
Sidu är en köpinghuvudort i Kina. Den ligger i provinsen Jiangxi, i den sydöstra delen av landet, omkring 140 kilometer väster om provinshuvudstaden Nanchang. Antalet invånare är 20 687. Befolkningen består av 10 423 kvinnor och 10 264 män. Barn under 15 år utgör 23,0 %, vuxna 15-64 år 67 %, och äldre över 65 år 9,0 %.
Runt Sidu är det ganska tätbefolkat, med 160 invånare per kvadratkilometer. Närmaste större samhälle är Chuantan, 12,6 km nordost om Sidu. I omgivningarna runt Sidu växer i huvudsak blandskog.
Genomsnittlig årsnederbörd är 2 238 millimeter. Den regnigaste månaden är maj, med i genomsnitt 386 mm nederbörd, och den torraste är januari, med 46 mm nederbörd.